# 黄文冠
黄文冠（1962年10月5日—），英文名，出生于中国，加拿大男子前乒乓球运动员。他曾获得15枚北美洲乒乓球锦标赛金牌和3枚英联邦运动会乒乓球比赛金牌。